# Doorkey
Doorkey was een Nederlandse modelautofabrikant.
De firma was gevestigd in Epe. Ze verkochten miniaturen in de schaal 1:43.
De modellen zijn:
- Opel Combo, Opel Manta
- Nissan Maxima, Nissan Serena, Nissan Micra (5 deurs)
- SEAT Ibiza, SEAT 600, SEAT 850 Spider, SEAT 127, SEAT Toledo
- Volvo 440, Volvo 850
- Toyota Celica, Toyota Land Cruiser
- Suzuki Samurai
- Mercedes-Benz 250C, Mercedes-Benz 100, Mercedes-Benz 500
- Mini Cooper
- Porsche Carrera 6
- VW Buggy
- Indra
- Ford Courier
- BMW 2000, BMW 507
- Lexus SC 400

Bussen:
- Den Oudsten Alliance 220 DAF
- Den Oudsten Alliance 230 DAF
- Den Oudsten Alliance 310 DAF

(Het getal slaat op het aantal PK)
De modellen werden gemaakt door het Spaanse Artec. Johannes van Rijn richtte het bedrijf AR-GEE Hobby Collection op samen met zijn zoon Richard, onder de naam Ar-Gee, speciaal voor de detailhandel. Ar-Gee staat voor de initialen van zoon Richard en collega Gerrit. Ze distribueerde de modellen onder de naam Doorkey. Beide bedrijven AHC en AR-GEE zijn verkocht in 1995. De bedrijven zijn uiteindelijk failliet gegaan.
Abrex ·
Action ·
Agat ·
AHC Models ·
Amalgam ·
AWM ·
Apek ·
Artitec ·
Aurometal ·
Autoart ·
B-A-C ·
Bandai ·
Barlux ·
Best box ·
Bburago ·
BGM ·
Biante ·
Blue Box ·
Brami ·
Brekina ·
Britains ·
Buby ·
Budgie ·
Bymo ·
Cararama ·
Carex ·
Carisma ·
Carson ·
Charbens ·
Champion ·
CM's ·
Compact Specials Europe ·
Conrad ·
Corgi ·
Darda ·
DeAgostini ·
De Backer ·
Diamond Label ·
Dinky Toys ·
Doorkey ·
Edocar ·
Efsi ·
Eko ·
Elekon ·
Eligor ·
Ellas ·
ERTL ·
Espewe ·
Estetyka ·
Exoto ·
Faller ·
Galgo ·
Gama ·
Gasquy ·
Gisima ·
GMP ·
Greenlight ·
Grell ·
Guiloy ·
Guisval ·
Hasegawa ·
Herpa ·
Highspeed ·
Holland Oto ·
Hongwell ·
Hot Wheels ·
Husky ·
Igra ·
Italeri ·
J.M.K. ·
Jada Toys ·
Joal ·
Johnny Lightning ·
Jouef ·
Joy city ·
Kaden ·
KEES ·
Kenner ·
Kentoys ·
Konami ·
KOVAP ·
Kyosho ·
LEGO ·
Lesney ·
Limocars ·
Lion Toys ·
Lledo ·
Lone Star ·
Maisto ·
Majorette ·
Märklin ·
Marx ·
Matchbox ·
Mebetoys ·
Mercury ·
Metchy ·
Miho ·
Miniauto ·
MiniChamps ·
Mira ·
Monogram ·
Monti System ·
Morestone ·
MotorMax ·
Muky ·
Neo Scale Models ·
New Ray ·
Norev ·
Norscot ·
Novoexport ·
NZG ·
Onyx ·
Oxford Diecast ·
Permot ·
Pilen ·
Pioneer ·
Plasticart ·
Playart ·
Pocher ·
Poliguri ·
Polistil ·
Politoys ·
Portegies ·
Premium Classixxs ·
Racing Champions ·
Radon ·
Rainbow Toys ·
R.A.M.I. ·
Realtoy ·
Real-X ·
Redbox ·
REI ·
Replicars ·
Retro 43 ·
Revell ·
Rietze ·
Rivarossi ·
Road Signature ·
Roco ·
Ros ·
RW Modell ·
Sablon ·
Safir ·
Schabak ·
Schuco ·
SEBA ·
Septoy ·
Shelby Collectables ·
SIKU ·
Směr ·
Solido ·
Spark ·
Speedy ·
Summer ·
Tamiya ·
Tantal ·
Tekno ·
Tematoys ·
Tin Toys ·
Tomica ·
Tonka ·
Tootsietoy ·
Tuf Tots ·
Universal Hobbies ·
Valvoline ·
Vemi ·
Welly ·
Wiking ·
Winner ·
Wörlein ·
WSI ·
X-concepts ·
Yatming ·
Yaxon ·
Yow Modellini ·
Zee toys ·
Zylmex